# Technische Universität München
Technische Universität München (forkortet TUM) er et tysk universitet med campi i München, Garching bei München og Weihenstephan. Universitetet har cirka 31.000 studerende (2011) fordelt på 156 studier og 9.300 akademiske ansatte.
TUM blev grundlagt i 1868 og er i dag et af de mest velansete universiteter i Tyskland. Det har fostret flere nobelprismodtagere, blandt andet Gerhard Ertl, der vandt nobelprisen i kemi i 2007.
48°08′53″N 11°34′05″Ø / 48.14806°N 11.56806°Ø